# Алексеевский сельсовет (Новосибирская область)
Алексеевский сельсовет — сельское поселение в Здвинском районе Новосибирской области Российской Федерации.
Административный центр — деревня Алексеевка.

## История
Статус и границы сельского поселения установлены Законом Новосибирской области от 2 июня 2004 года № 200-ОЗ «О статусе и границах муниципальных образований Новосибирской области»

## Население
| 1985 | 1987 | 2002 | 2004 | 2005 | 2006 | 2007 |
| ---- | ---- | ---- | ---- | ---- | ---- | ---- |
| 831  | ↗891 | ↘870 | ↘808 | ↘806 | ↘751 | ↘732 |
| 2008 | 2009 | 2010 | 2012 | 2013 | 2014 | 2015 |
| ↗742 | ↗758 | ↘661 | ↘649 | ↘639 | ↘609 | ↘600 |
| 2016 | 2017 | 2018 | 2019 | 2020 | 2021 |      |
| ↘581 | ↘580 | ↘562 | ↘545 | ↘528 | ↘505 |      |

## Состав сельского поселения
| № | Населённый пункт | Тип населённого пункта          | Население |
| - | ---------------- | ------------------------------- | --------- |
| 1 | Алексеевка       | деревня, административный центр | ↘463      |
| 2 | Малышево         | деревня                         | ↘59       |
| 3 | Новогребенщиково | деревня                         | ↘72       |
| 4 | Петропавловский  | посёлок                         | →67       |